# Lưu Chương (rapper)
Lưu Chương (biệt danh: AK Lưu Chương; tên tiếng Nhật: Akira Liu; tiếng Trung: 刘彰; pinyin: Liú Zhāng) sinh ngày 18 tháng 12 năm 1999 tại Châu Hải, Quảng Đông, Trung Quốc, là một rapper và là thành viên của nhóm nhạc quốc tế INTO1, trước đó là thành viên thuộc hãng thu âm W8VES.

## Tiểu sử
Lưu Chương sinh ngày 18 tháng 12 năm 1999 tại Châu Hải, Quảng Đông, Trung Quốc. Anh được biết đến với nghệ danh AK Lưu Chương từ chương trình Rap thế hệ mới và Sáng Tạo Doanh 2021.
Ngoài tiếng Trung là tiếng mẹ đẻ, anh có thể nói trôi chảy tiếng Nhật và tiếng Anh vì đã có thời gian làm học sinh trao đổi ở Nhật và du học ở Mỹ. Ngoài ra, anh chơi được hầu hết các môn thể thao, đặc biệt là bóng bàn. Anh đã chơi bóng bàn từ nhỏ và tham gia các cuộc thi bóng bàn khi lớn.
Năm lớp 8, vì một số lí do, gia đình đưa anh sang Nhật Bản du học nửa năm. Lên cấp 3, anh học khoa quốc tế của một trường trung học ở Quảng Châu. Bởi vì mẹ làm việc ở Châu Hải, công việc kinh doanh của bố chủ yếu ở Nhật Bản, vậy nên anh sống ở nhà một người bạn khi học ở Quảng Châu. Lên đại học, anh trúng tuyển Đại học New York ở Mỹ, sau đó theo học ngành toán kinh tế và khoa học dữ liệu của trường.
Năm 2020, anh tham gia chương trình "Rap thế hệ mới", là sân chơi cho những rapper do Bilibili sản xuất. Anh dừng chân tại công diễn 3, nằm trong top 25. Sau khi chương trình kết thúc, anh và rapper Adawa là 2 trường hợp ngoại lệ được W8VES kí hợp đồng quản lí ngoài top 8 chung cuộc.
Năm 2021, anh được mời tham gia chương trình tuyển chọn nhóm nhạc nam Sáng Tạo Doanh 2021 do Tencent tổ chức. Ngày 24/04/2021, anh chính thức ra mắt là thành viên của nam đoàn quốc tế INTO1 với xếp hạng 11 chung cuộc.

### Học vấn
Ở cấp Trung học Phổ thông, anh học khoa quốc tế của một trường trung học ở Quảng Châu. Năm 16 tuổi, anh là người giành được huy chương Đồng nội dung diễn thuyết cá nhân của USAD Trung Quốc và được giải nhì thi nhóm Gamble of Crisis. Năm 17 tuổi tham gia chương trình trại hè của Đại học Duke.
Đến khi vào đại học, anh ghi danh vào Đại học New York (NYU), thành tích học tập của Lưu Chương ở trường tuy rất tốt nhưng đó chưa phải là tất cả. Đậu Đại học New York, trường đại học xếp hạng 30 trên thế giới tại thời điểm đó và Đại học Fordham, trường xếp hạng 60 với học bổng $50.000. Và cuối cùng anh quyết định chọn Đại học New York vì cảm thấy nó phù hợp hơn. 

#### Một số thành tích học tập nổi bật:
- TOELF: 110/ 120.
- SAT: 1510/ 1600.
- SAT2 Toán: 780/ 800; Hoá: 800/ 800.
- AP Hoá: 4/5; Kinh tế vĩ mô: 5/5.
- GPA 4/4 vào năm 2.

## Sự nghiệp

### 2020 → nay

#### Hành trình cùng W8VES
Ngày 22 tháng 8 năm 2020, vì quyết định tham gia "Rap thế hệ mới", Lưu Chương đã bảo lưu kết quả học tập của mình tại NYU. Tuy chỉ dừng chân ở công diễn 3 và nằm trong top 25 của chương trình, nhưng Lưu Chương cũng đã thành công để lại dấu ấn trong tim khán giả bằng một số ca khúc mà anh biểu diễn. Cũng tại đây mà tên gọi "Thái tử B trạm" của anh được ra đời, khi trước đó dù bị loại 3 lần nhưng Lưu Chương được cứu về cả 3. Ngoài ra, anh còn được gọi là "tiểu thiên tài hook", ý muốn chỉ người viết điệp khúc ý nghĩa và bắt tai.
Khi kết thúc chương trình "Rap thế hệ mới", W8VES sẽ kí hợp đồng quản lí với top 8 thí sinh cuối cùng, nhưng anh và rapper Adawa là 2 trường hợp ngoại lệ được hãng thu âm W8VES chọn thêm để kí hợp đồng. Từ đó, anh trở thành rapper trực thuộc quản lí của hãng thu âm W8VES.
Ngày 11 tháng 12 năm 2020, Lưu Chương tham gia show "Tạo Sóng" cùng những thành viên trực thuộc W8VES.

#### Tham giaSáng tạo doanh 2021
Cuối năm 2020, Lưu Chương nhận được lời mời tham gia Sáng Tạo Doanh 2021 từ nhà giám đốc sản xuất. Ban đầu anh không đồng ý tham gia vì một số lí do. Nhưng vì có những lời khuyên từ các anh chị rapper trong nghề, cũng như lời mời từ giám đốc sản xuất, anh đã quyết định tham gia vì "muốn biết thế nào là nam đoàn".
Trong thử thách biên khúc bài hát chủ đề, anh cùng một số thí sinh khác lập nên nhóm nhỏ Du hành Ngân Hà, trình diễn ca khúc "Đây là nơi tôi từng đặt chân tới trong giấc mơ", đã từng đạt vị trí đầu bảng trên bảng xếp hạng QQMusic ở hạng mục cải biên bài hát chủ đề Sáng tạo doanh 2021.
Ở vòng công diễn 2, Lưu Chương chính thức bứt phá với sân khấu "Đỉnh cao", kết hợp cùng học viên Sáng Tạo Doanh 2021 Oscar, Lâm Mặc, Tăng Hàm Giang và La Ngôn. Bài rap "Đỉnh cao" nhận được nhiều lời khen với giai điệu bắt tai, không khí sổi nổi và đặc biệt là phần điệp khúc của anh với câu hát "Dùng mực cũng không thể đổi trắng thay đen". "Đỉnh cao" đã vượt qua các phần trình diễn khác để trở thành ca khúc có lượt bình chọn nhiều nhất, riêng Lưu Chương đạt được danh hiệu MVP toàn hiện trường công diễn 2 với 174 phiếu bình chọn trực tiếp.
Sau hành trình suốt 4 tháng cùng Sáng Tạo Doanh 2021, ngày 24/04/2021 anh chính thức ra mắt với vai trò thành viên nhóm nhạc nam quốc tế INTO1, xếp hạng 11 chung cuộc với 13,274,812 phiếu. 
| Tập | Xếp hạng      | Số phiếu                                     | Xếp lớp     | Ghi chú                                                        |
| --- | ------------- | -------------------------------------------- | ----------- | -------------------------------------------------------------- |
| 1   | Không công bố | 83/100                                       | F→B→B→B→B→B | Đánh giá sơ bộ                                                 |
| 2   | 20            | Không công bố                                | F→B→B→B→B→B | Bị hạ xuống lớp F vì thua trong trận battle giành vị trí lớp A |
| 3   | 13            | Không công bố                                | F→B→B→B→B→B | Sân khấu công diễn 1                                           |
| 4   | 16            | Không công bố                                | F→B→B→B→B→B | Đánh giá bài hát chủ đề                                        |
| 5   | 13            | 9,665,832 phiếu                              | F→B→B→B→B→B | Công bố xếp hạng lần 1                                         |
| 6   | 18            | MVP toàn hiện trường công diễn với 174 phiếu | F→B→B→B→B→B | Sân khấu công diễn 2                                           |
| 7   | 15            | Không công bố                                | F→B→B→B→B→B | Công bố xếp hạng lần 2                                         |
| 8   | 13            | MVP đội với 147 phiếu                        | F→B→B→B→B→B | Sân khấu công diễn 3                                           |
| 9   | 13            | Không công bố                                | F→B→B→B→B→B | Công bố xếp hạng lần 3                                         |
| 10  | 11            | 13,274,812 phiếu                             |             | Thành công ra mắt với INTO1, vị trí thứ 11                     |

## Tác phẩm âm nhạc

### SOLO
| Năm phát hành | Thời gian phát hành | Tên bài hát                 | Tên tiếng Trung  | Ghi chú                                              |
| ------------- | ------------------- | --------------------------- | ---------------- | ---------------------------------------------------- |
| 2019          | 19/01               | Sự ngọt ngào cay đắng       | 苦涩的甜         |                                                      |
| 2019          | 05/04               | Lạnh nhạt                   | 冷漠             |                                                      |
| 2019          | 30/04               | Freshmix v3                 | 清爽mix v3       |                                                      |
| 2019          | 26/10               | Hard ****                   |                  |                                                      |
| 2019          | 04/11               | Viết bài hát cho em         | 写首歌给你       |                                                      |
| 2020          | 10/03               | AK Final                    |                  |                                                      |
| 2020          | 08/04               | Mê man freestyle            | 迷茫freestyle    |                                                      |
| 2020          | 13/06               | Love myself                 |                  |                                                      |
| 2020          | 09/08               | Cash down                   |                  | Ca khúc kết hợp cùng rapper Lão Đàn Hồ Thuyết        |
| 2020          | 20/11               | Khu vực chờ xử lí           | 待定区           |                                                      |
| 2020          | 05/12               | Sẽ làm được                 | 会做到的         | Ca khúc kết hợp cùng rapper Subs (Trương Nghị Thành) |
| 2021          | 21/06               | Never changed               |                  | VLOG ca từ số 1                                      |
| 2021          | 27/07               | Chills                      |                  | VLOG ca từ số 2                                      |
| 2021          | 01/09               | Tiểu Lưu ở Xin Nhờ Tủ Lạnh! | 小刘在拜冰!      | VLOG ca từ số 3                                      |
| 2021          | 02/09               | Bố cười lên trông thật đẹp  | 你笑起来真好看   | Chương trình "Cô Nàng Hiphop - Girls Like Us"        |
| 2021          | 26/09               | Aloha                       |                  | VLOG ca từ số 4                                      |
| 2021          | 29/10               | Penrose                     | 潘洛斯           | VLOG ca từ số 5                                      |
| 2021          | 28/11               | Angela                      | 安琪拉-时之奇旅  | VLOG ca từ số 6                                      |
| 2021          | 18/12               | Phong đỉnh (AK remix)       | 《峰顶》AK remix | VLOG sinh nhật                                       |
| 2021          | 29/01               | Bay đi                      | 飞吧             | VLOG ca từ số 8                                      |

### Tiết mục biểu diễn trong Rap thế hệ mới
| Tên bài hát           | Tên tiếng Trung                    | Ghi chú                                                                                   |
| --------------------- | ---------------------------------- | ----------------------------------------------------------------------------------------- |
| Thư khiêu chiến       | 写给说唱新世代参赛选手的一封挑战书 | Trình diễn cá nhân                                                                        |
| Phản lộ (Ngược đường) | 反路                               | Trình diễn cá nhân                                                                        |
| Love me love me       |                                    | Trình diễn cá nhân                                                                        |
| Phi điểu              | 飞鸟                               | Ca khúc trình diễn kết hợp cùng thí sinh Rap thế hệ mới Trần Cận Nam, GM Tiên, Tiểu Thiên |

### Tiết mục biểu diễn trongSáng tạo doanh 2021
| Ngày phát hành | Thông tin ca khúc | Ghi chú                |
| -------------- | --- | ---------------------- |
| 17/02/2021     | Đều rất xuất sắc - Mô tả bài hát: Tiết mục đánh giá sơ bộ (kết hợp) - Hợp tác biểu diễn: Vu Dương, Tưởng Đôn Hào                                                                     | Tập 1 (phần 1)         |
| 17/02/2021     | Thư xin lỗi - Mô tả bài hát: Tiết mục đánh giá cá nhân - Biểu diễn thêm | Tập 1 (phần 1)         |
| 27/02/2021     | Love myself - Mô tả bài hát: Tiết mục battle giành vị trị lớp A - Hát gốc: Lưu Chương                                                                                                | Tập 2                  |
| 06/03/2021     | Thân là quái vật - Mô tả bài hát: Sân khấu công diễn 1 - Hợp tác biểu diễn: Hồ Diệp Thao, Lục Định Hạo, Lý Bái Dương, Tiết Bát Nhất, Keiya, Tào Tả                                   | Tập 3                  |
| 13/03/2021     | 我們一起闖 - Mô tả bài hát: Bài hát chủ đề - Hát gốc: Bài hát gốc - Hợp tác biểu diễn: Tất cả học viên                                                                               | Bản tiếng Trung        |
| 13/03/2021     | Chuang To-Gather Go！ - Mô tả bài hát: Bài hát chủ đề - Hát gốc: Bài hát gốc - Hợp tác biểu diễn: Tất cả học viên                                                                    | Bản tiếng Anh          |
| Không rõ       | Đây là nơi tôi từng đặt chân đến trong giấc mơ - Mô tả bài hát: Cải biên ca khúc chủ đề - Hợp tác biểu diễn: Phó Tư Siêu, Hoàng Côn, Lâm Mặc, Ichika, Trương Gia Nguyên, Trương Đằng | Tập 4                  |
| 28/03/2021     | Phong đỉnh - Mô tả bài hát: Sân khấu công diễn 2 - Hợp tác biểu diễn: Oscar, Lâm Mặc, Tăng Hàm Giang, La Ngôn - Được MVP cá nhân toàn hiện trường                                    | Tập 6                  |
| 12/04/2021     | Bích - Mô tả bài hát: Sân khấu công diễn 3 - Hợp tác biểu diễn: Rikimaru, Châu Kha Vũ, Trương Gia Nguyên, Patrick, Oscar - Khách mời trợ diễn: Lưu Tá Ninh - Được MVP nhóm           | Tập 8                  |
| 24/04/2021     | Chuang To-Gather Go！ - Mô tả bài hát: Trình diễn mở màn - Hợp tác biểu diễn: Tất cả học viên                                                                                        | Tập 10 (Đêm chung kết) |
| 24/04/2021     | Dáng hình thiếu niên - Mô tả bài hát: Sân khấu biểu diễn theo nhóm đêm chung kết - Hợp tác biểu diễn: Rikimaru, Santa, Châu Kha Vũ, Lưu Vũ, Patrick, Nine, Oscar                     | Tập 10 (Đêm chung kết) |
| 24/04/2021     | Bức thư xuyên thời không - Mô tả bài hát: Sân khấu solo đêm chung kết - Loại tiết mục: Sáng tác rap                                                                                  | Tập 10 (Đêm chung kết) |
| 24/04/2021     | Gió nổi lên rồi - Mô tả bài hát: Tất cả học viên hợp xướng cùng Châu Thâm | Tập 10 (Đêm chung kết) |
| 24/04/2021     | INTO1 - Mô tả bài hát: Sân khấu debut đầu tiên - Hợp tác biểu diễn: Thành viên INTO1                                                                                                 | Tập 10 (Đêm chung kết) |

### Tác phẩm khác
| Tên bài hát          | Tên tiếng Trung                         | Ghi chú                                                                                    |
| -------------------- | --------------------------------------- | ------------------------------------------------------------------------------------------ |
| Đất nước 2020        | 国家2020                                | Góp giọng cùng Subs Sa Nhất Thinh, Ingrita Vu Trinh và Fin trong MV bài hát của Lý Vũ Xuân |
| Bilibili 2020 cypher | b站说唱区史诗级英雄集结/b站第一支cypher | Kết hợp cùng rappers trực thuộc Bilibili                                                   |
| Vạn ngộ thuyết       | 万悟说                                  | Đĩa đơn đầu tiên của W8VES                                                                 |
| Take over            |                                         | Ca khúc OST phim hoạt hình kết hợp cùng rapper Doggie và Thạch Tỉ Đồng                     |
| Tiểu đội tự hắc      | 自黑小队                                | Ca khúc kết hợp cùng rapper Thánh Đại và Trần Cận Nam                                      |
| Trường An Lệnh       | 长安令                                  | Ca khúc kết hợp cùng INTO1 Lâm Mặc, Franky Phất Lan Kỳ                                     |

## Chương trình truyền hình
| Năm  | Ngày phát sóng | Đơn vị phát sóng | Tên chương trình                            | Chủ đề                                                         | Ghi chú                                                           |
| ---- | -------------- | ---------------- | ------------------------------------------- | -------------------------------------------------------------- | ----------------------------------------------------------------- |
| 2020 | 22/08          | Bilibili         | Rap thế hệ mới                              | Thế giới rap underground                                       | Dừng chân ở top 25                                                |
| 2020 | 11/12          | Bilibili         | Tạo sóng                                    |                                                                | Tham gia cùng thành viên W8VES                                    |
| 2021 | 17/02→24/04    | Tencent          | Sáng Tạo Doanh 2021                         | Chương trình tuyển chọn nhóm nhạc nam quốc tế                  | Thí sinh dự thi→Thành viên INTO1                                  |
| 2021 | 17/02→24/04    | Tencent          | Ai là kẻ ngốc trong thế giới ma sói         | Show phụ của Sáng Tạo Doanh 2021                               | Tham gia tập 2, tập 6, tập 10                                     |
| 2021 | 22/06→24/08    | Tencent          | Xin nhờ tủ lạnh                             | Chương trình ẩm thực kết hợp talkshow                          | Thành viên cố định                                                |
| 2021 | 02/09          | Tencent          | Cô nàng Hiphop - Girls Like Us              | Chương trình rap thực tế                                       | Khách mời phi hành tập 8                                          |
| 2021 | 03/11→         | Tencent          | Hội thao siêu sao mùa 4 - Super Novae Games | Chương trình giải trí thể thao với sự tham gia của các nghệ sĩ | Tham gia các môn thi: bắn súng, bắn cung, bóng rổ, đua xe go kart |